# Нимфа-дикарка в аду у динозавров
«Нимфа-дикарка в аду у динозавров» (англ. A Nymphoid Barbarian in Dinosaur Hell) — малобюджетный фильм режиссёра Бретта Пайпера, выпущенный компанией Troma Entertainment.

## Сюжет
Действие происходит в постапокалиптическое время. Рассказ ведётся от лица девушки по имени Лия. Она является последней женщиной на Земле. От неё мы узнаём, что однажды разразилась ядерная война. Она длилась один день и вызвала страшные мутации. Люди одичали и выродились, а животные мутировали до такой степени, что стали похожи на динозавров. 

Лии приходится бежать от банды насильников во время нападения гигантского крокодила-мутанта. Она встречается с благородным юношей, чуть не съеденным гигантским червём. Вместе влюблённые идут к морю, но на обратном пути сталкиваются с человеком в доспехах и группой людей-ящеров, находящихся под его покровительством. Они берут в плен Лию. Юношу находит старик, вручающий ему револьвер. Тем временем Лия пытается бежать, но люди-ящеры снова берут её в плен и пытаются принести в жертву мутанту, живущему в пещере, но в конце концов была освобождена своим возлюбленным.